# No Particular Place to Go
No Particular Place To Go est une chanson du chanteur américain Chuck Berry, sortie en simple en mai 1964 puis sur son album St. Louis to Liverpool en novembre 1964.
Il s'agit du seul titre de Berry à atteindre le top 10 du Billboard Hot 100 dans les années 1960.

## Contexte
Début 1964, Berry n'a plus enregistré de disques depuis deux ans et demi à la suite de son incarcération. La chanson reprend à nouveau le thème de la jeunesse et de la conduite. Le sens de l'humour de Berry transparaît dans les paroles, mettant en scène une idylle entre le chanteur et son amie, mise à mal par une ceinture de sécurité qui refuse de s'ouvrir. On y retrouve ainsi le sens métaphorique typique de Berry.
No Particular Place to Go ressemble beaucoup à ses hits précédents de la fin des années 1950, notamment son School Days de 1957 dont il est souvent considéré comme une version humoristique,.
Enregistré le 25 mars 1964 à Chicago, le morceau est produit par les frères Chess et sort en mai 1964 sous la référence Chess 1898. Berry est accompagné au piano par Paul Williams et à la batterie par Odie Payne (en), le bassiste n'étant pas connu.
Le 30 mai 1964, il réalise la meilleure entrée au Cash Box R&B en atteignant la 37e position, classement alors dominé par My Guy de Mary Wells.
En juillet 1964, Berry atteint son seul top 10 au Billboard Hot 100 durant la décennie des sixties, six ans après Johnny B. Goode (#8 en mars 1958) et huit ans avant My Ding-a-ling (#1 en mars 1972).

## Classements

### Hebdomadaire
| Classement                                  | Meilleure position |
| ------------------------------------------- | ------------------ |
| Canada (RPM)                                | 6                  |
| Irlande (IRMA)                              | 7                  |
| Nouvelle-Zélande (Lever Hit Parade)         | 2                  |
| Royaume-Uni (Officiel Chart Company)        | 3                  |
| États-Unis (Billboard Hot 100)              | 10                 |
| États-Unis (Cash Box R&B)                   | 2                  |
| Pays-Bas (Top 40)                           | 23                 |
| Belgique (Ultratop Belgique francophone)    | 31                 |
| Belgique (Ultratop Belgique néerlandophone) | 15                 |
| Suède (Tio i Topp (sv))                     | 5,                 |
| Suède (Kvällstoppen (sv))                   | 11,                |

### Annuel
| Classement (1964)         | Meilleure position |
| ------------------------- | ------------------ |
| États-Unis (Cash Box R&B) | 42                 |

### Autres
| Radio 2 Top 2000 ( Pays-Bas) | 2001 | 2002 | 2004 |
| ---------------------------- | ---- | ---- | ---- |
| Position                     | 1399 | 1714 | 1933 |

## Reprises
Informations issues de SecondHandSongs, sauf mention contraire.
Parmi les artistes et reprises notables, on trouve
- Jerry Lee Lewis pour The Greatest Live Show on Earth (juillet 1964)[3],
- The Routers (en) avec une version instrumentale sur The Routers Play the Chuck Berry Song Book (1965),
- les Troggs, sur The Troggs (1975)[20],
- Georges Thorogood & the Destroyers qui jouent régulièrement le titre durant leurs lives et que l'on retrouve sur leurs albums Bad to The Bone (en) (1982) et Live: Let's Work Together (en) (1995),
- une version punk des Toy Dolls sur Wakey Wakey! (1989)[21],
- le groupe Status Quo en interprète un extrait dans leur titre Anniversary Waltz (Part One) (en) sur Rocking All Over the Years (1990),
- Andy Lee (en), sur Good Rockin' Teddy (1994),
- Cliff Richard, sur The World Tour (2003),
- Peter Kraus, sur I Love Rock 'n' Roll (2006),
- Chris Andrews, sur Still Rockin' and Ravin' (2014)

### Adaptations en langue étrangère
| Année | Langue      | Titre                                  | Adaptation       | Interprète(s)                                                  |
| ----- | ----------- | -------------------------------------- | ---------------- | -------------------------------------------------------------- |
| 1975  | Néerlandais | Ene mee hesp                           | Armand Hombroekx | Big Bill                                                       |
| 1989  | Finnois     | Ei Paikkaa oo                          | Ville Uljas      | Badding Rockers                                                |
| 1974  | Français    | À crédit et en stéréo                  | Claude Moine     | Eddy Mitchell, Frank Noël (1998), Eddy Mitchell et Arno (2018) |
| 1964  | Allemand    | Ohne Ein Bestimmtes Ziel               | Peter Puma       | Bernd Spier                                                    |
| 2007  | Allemand    | Lange hab'n wir uns nicht mehr geseh'n | Peter Kraus      | Peter Kraus                                                    |
| 1986  | Norvégien   | Ikke no spesielt sted å dra            | Øystein Sunde    | Øystein Sunde                                                  |
| 1980  | Suédois     | No particular place to go              | Troy Dunne       | By-fånarna, Thorleifs                                          |
| 1977  | Bulgare     | Старото Писмо                          | М. Белчев        | Margarita Hranova (Маргарита Хранова)                          |
| 1964  | Néerlandais | De Hele Wereld Alleen Van Ons          | Eli Asser        | Het Cocktail Trio                                              |

## Notoriété et utilisation dans les médias
On entend le titre de Chuck Berry :
- en 1996 dans le film Sergent Bilko de Jonathan Lynn[34].
- en 2006 dans le film La Doublure de Francis Veber[35].
- en 2008 dans le film Cadillac Records de Darnell Martin[36].

Le premier épisode de la seconde saison de la série Valentine Park porte le même titre.